# Схарнегаутюм
Схарнегаутюм (нід. Scharnegoutum) — село в нідерландській провінції Фрисландія. Входить до муніципалітету Південно-Західна Фрисландія.
Його площа становить 6,76км², а населення станом на 2021 рік складало 1 630 осіб.

## Галерея

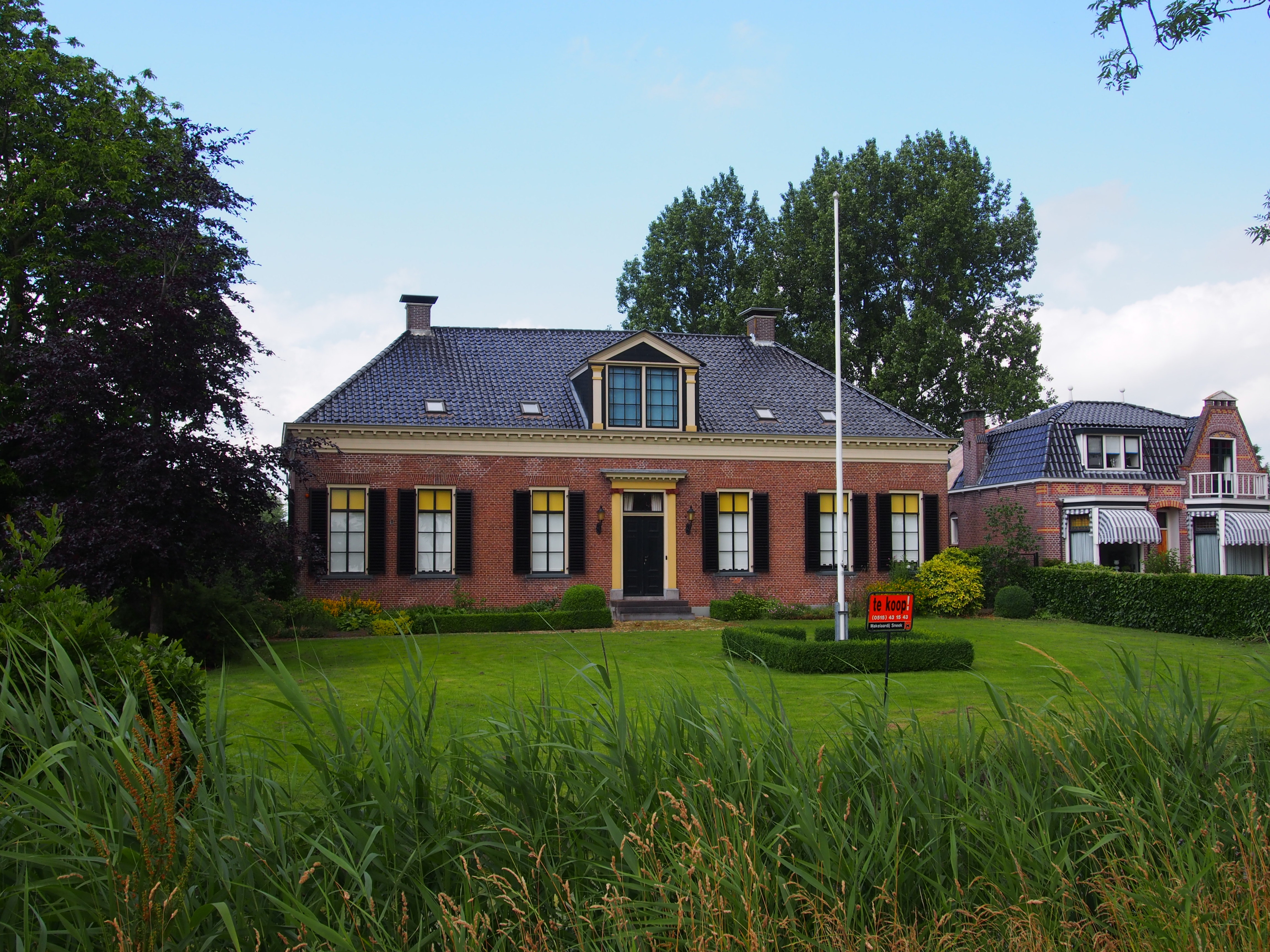
Вілла у Схарнегаутюмі
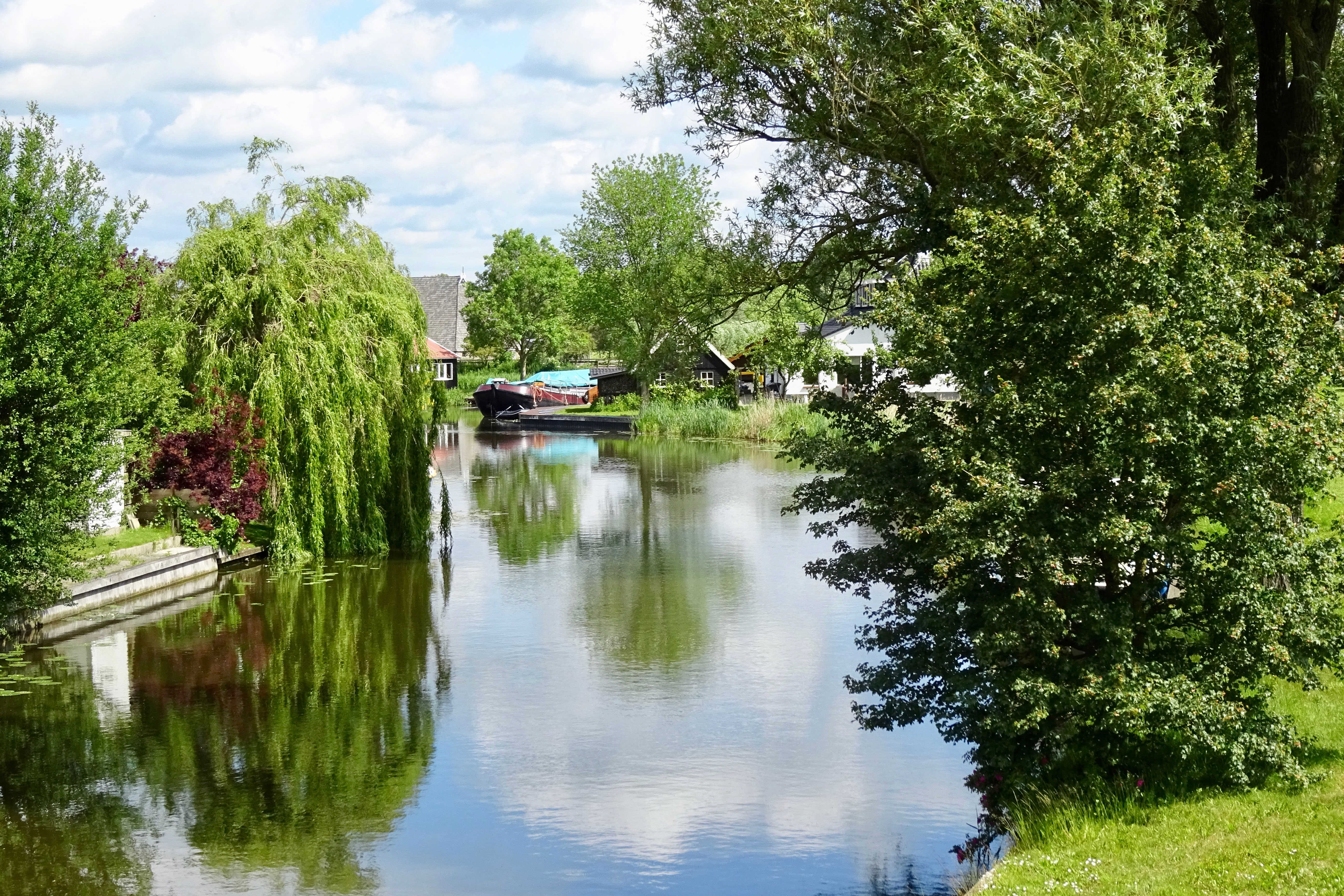
Вид на канал
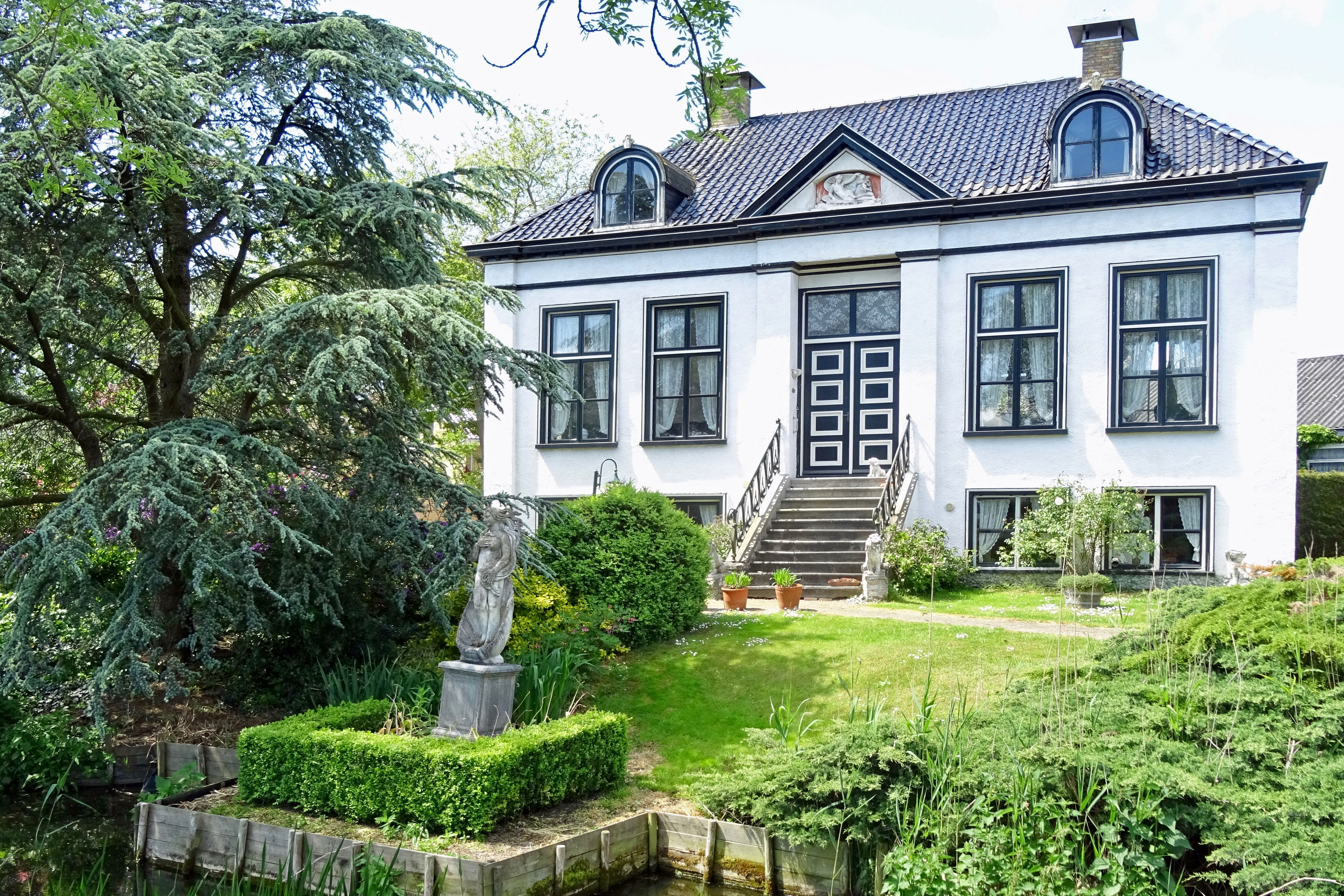
Вілла у Схарнегаутюмі
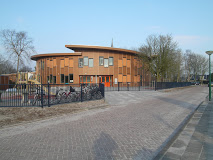
Сільська школа